# آلکسی کوروتکوف
آلکسی کوروتکوف (ارمنی: Ալեքսեյ Կորոտկով؛  زادهٔ ۱۹۰۶ - درگذشته ۱۶ مارس ۱۹۴۵)  سیاستمدار اهل ارمنستان بود که از تاریخ ۱۹۳۹ تا تاریخ ۱۹۴۱سمت رئیس سرویس امنیت ملی ارمنستان را برعهده داشت.

## زندگی‌نامه
در ۱۹۰۶ در فرمانداری کوستروما به دنیا آمد . وی برنده جوایزی همچنین نشان ستاره سرخ (۱۹۴۰  و ۱۹۴۴) و نشان پرچم سرخ (۱۹۴۳) شده است. وی در ۱۶ مارس ۱۹۴۵ در سن ۳۹ سالگی  درگذشت.